# Верхній Дасос
Верхній Да́сос (рос. Верхний Дасос) — присілок у складі Юкаменського району Удмуртії, Росія.
Населення — 12 осіб (2010; 15 в 2002).
Національний склад (2002):
- татари — 93 %